# Sajfuddín az-Zuabí
Sajfuddín az-Zuabí (hebrejsky: סיף א-דין א-זועבי, Sejf el-Din el-Zu'abi, arabsky: سيف الدين الزعبي, žil 1913 – 26. června 1986) byl izraelský politik a poslanec Knesetu za strany Demokratická kandidátka Nazaretu, Demokratická kandidátka izraelských Arabů, Kidma ve-pituach, Šituf ve-pituach, Kidma ve-pituach, Ma'arach, Kidma ve-pituach a Sjednocená arabská kandidátka.

## Biografie
Narodil se v Nazaretu. Vystudoval střední školu. V době před vznikem státu Izrael spolupracoval se židovskými silami Hagana. Patřil do komunity izraelských Arabů. Mezi jeho příbuzné patří další bývalý izraelskoarabský politik Abd ul Azíz az Zuabí a poslankyně Hanín Zuabí.

## Politická dráha
V letech 1959–1965 a 1971–1974 byl starostou Nazaretu. Poprvé zasedl do Knesetu už po volbách v roce 1949, do nichž nastoupil za stranu Demokratická kandidátka Nazaretu. Byl členem parlamentního výboru pro záležitosti vnitra. Mandát obhájil ve volbách v roce 1951, nyní za stranu Demokratická kandidátka izraelských Arabů. Stal se členem výboru House Committee. Zvolení se za tutéž formaci dočkal i ve volbách v roce 1955. Znovu se stal členem výboru House Committee. Mandátu se vzdal předčasně, v únoru 1956. Pak delší dobu v Knesetu nezasedal. Až ve volbách v roce 1965 uspěl za stranu Kidma ve-pituach. Během funkčního období dočasně tato strana vstoupila do nové formace Šituf ve-pituach, ale pak se opětovně osamostatnila. Az-Zuabí se v Knesetu stal členem výboru pro záležitosti vnitra a pro ústavu, právo a spravedlnost. Mandát obhájil na kandidátní listině Kidma ve-pituach ve volbách v roce 1969, po nichž se stal členem výboru pro záležitosti vnitra a výboru pro jmenování islámských soudců. Zároveň působil jako místopředseda Knesetu. Za Kidma ve-pituach byl zvolen rovněž ve volbách v roce 1973. Během funkčního období tato strana dočasně fúzovala s levicovou stranou Ma'arach, aby se pak znovu osamostatnila a později vplynula do formace Sjednocená arabská kandidátka. Az-Zuabí se stal členem výboru pro jmenování islámských soudců a výboru pro ekonomické záležitosti. Uspěl i ve volbách v roce 1977, nyní za Sjednocenou arabskou kandidátku. V dubnu 1979 na poslanecký post rezignoval. V Knesetu ho nahradil Hamád Abú Rabía.